# Hyundai Galloper
O Galloper é um SUV de porte médio produzido pela Hyundai Motor Company, derivado do Mitsubishi Pajero. Foi lançado em 1991, sendo substituído em 2003 pelo Terracan.